# Линдлей, Николас
Николас Линдлей Лопес (исп. Nicolás Lindley López; 16 ноября 1908, Лима — 3 мая 1995, Лима) — перуанский военный и политический деятель. Возглавлял Перу в течение нескольких месяцев в 1963 году.

## Биография
Родился в Лиме в аристократической семье. Отец Николаса имел английское происхождение. Обучался в англо-перуанской школе, высшее образование получил в военном училище Чорильос. Сделал отличную карьеру в вооружённых силах Перу, в 1960 году стал командующим сухопутными войсками.
18 июля 1962 года организовал вместе с Рикардо Пересом Годоем военный переворот против законно избранного президента Мануэля Прадо, которому до окончания президентского срока оставалось всего 10 дней. Переворот был организован им с целью недопущения к власти неугодного им Мануэля Одриа, который наиболее вероятно был бы выбран Конгрессом благодаря союзу с де ла Торре.
После переворота была организована хунта с Рикардо Пересом Годоем во главе, целью которой было проведение новых свободных выборов. Но Рикардо Перес проявил желание дольше оставаться у власти и не проводить выборов. Н. Линдлей 3 марта 1963 года организовал против него переворот и сам возглавил Перу, после чего провёл всеобщие свободные выборы, на которых победил Фернандо Белаунде.
С 1964 до 1975 год служил послом Перу в Испании, затем удалился от политики. Умер в 1995 году в возрасте 87 лет.